# Піч (Межиріч)
Піч — пам'ятка громадського будівництва у Межирічі-Острозькому. Зведена в XVII столітті.
Призначалася для обігріву замкової сторожі в холодну пору року, а також для топлення смоли, що використовувалася проти нападників. Вимурувана з червоної цегли, квадратна в проєкції. У кутах квадрата зведено стовпи, що з'єднуються арками, на які спирається склепіння з комином. Вивершення комину має ознаки ренесансного стилю. Пам'ятка є єдиним зразком української архітектури малих форм XVII століття. 